# Pelargonium minimum
Pelargonium minimum är en näveväxtart som först beskrevs av Antonio José Cavanilles, och fick sitt nu gällande namn av Carl Ludwig von Willdenow. Pelargonium minimum ingår i släktet pelargoner, och familjen näveväxter. Inga underarter finns listade i Catalogue of Life.